# Cristian Salvador
Cristian Salvador González (Zamora, 20 novembre 1994) è un calciatore spagnolo, centrocampista del Tianjin Jinmen Hu.

## Caratteristiche tecniche
È un centrocampista centrale.

## Carriera
Cresciuto nel settore giovanile dello Zamora CF, esordisce il 7 aprile 2012 disputando l'incontro di Segunda División B vinto 2-0 contro il Sestao River. Rimane fra le file del club biancorosso fino al 2015, quando passa al Sestao River, la squadra contro cui esordì tre anni prima. L'anno seguente viene acquistato dallo Sporting Gijón, che dopo due stagioni con le riserve lo promuove in prima squadra, con cui aveva debuttato in precedenza in Copa del Rey contro l'Eibar il 21 dicembre 2016.
Il 7 giugno 2021, dopo non avere rinnovato il proprio contratto con lo Sporting in scadenza 30 giugno, viene annunciato che a partire dal 1º luglio sarà un calciatore dell'Huesca.